# Georg Klein (écrivain)
Pour les articles homonymes, voir Klein et Georg Klein.
Georg Klein, né le 29 mars 1953 à Augsbourg, est un écrivain allemand qui remporte en 2000 le prix Ingeborg-Bachmann.

## Œuvres
- 1998 : Libidissi  (trad. Philippe Giraudon) (roman), Denoël, coll. « Denoël & d'ailleurs », 2000 (ISBN 978-2-207-24943-7)
- Le Service à thé d'Albert Speer, nouvelles, 2001
- 2001 : Barbar Rosa  (trad. Philippe Giraudon) (roman), Denoël, coll. « Denoël & d'ailleurs », 2002 (ISBN 978-2-207-25349-6)